# Muzeum Farmacji im. prof. Jana Muszyńskiego w Łodzi
Muzeum Farmacji im. prof. Jana Muszyńskiego w Łodzi – muzeum farmacji w Łodzi przy Placu Wolności 2.

## Historia
Kamienica powstała w 1840. W 1893 według projektu Gustawa Landau-Gutentegera nadbudowane zostało drugie piętro wraz z poddaszem oraz wybudowano dwie oficyny. Kamienica wpisana jest do rejestru zabytków pod numerem A/58 z 20.01.1971
Od początku istnienia kamienicy na parterze znajdowała się apteka, pierwsza w Łodzi, otwarta w 1830 (wydany reskrypt założenia apteki 1828) przez Karola Ketschena. Pierwotny wygląd wnętrza historycznej apteki zachował się do dzisiaj.
Od 2008 w tej kamienicy znajduje się również muzeum farmacji. Przedmiotem starań muzeum jest uchronienie od zniszczenia zabytkowych eksponatów z dziedziny farmacji. Na parterze muzeum odtworzono pomieszczenia z przełomu XIX i XX wieku, z meblami z warsztatów wiedeńskich, oryginalną recepturę i metodykę w zakresie produkcji leków.
W muzeum zgromadzono ponad 3 tys. eksponatów (najstarsze z XVIII wieku), np. puszki i menzury oraz XIX-wieczne żeliwne moździerze.
Organizatorem muzeum jest Przedsiębiorstwo Zaopatrzenia Farmaceutycznego CEFARM-Łódź Sp. z o.o.

## Zwiedzanie
Godziny otwarcia muzeum: 
- wtorek - 11:00 do 18:00 (o godz. 17:00 - ostatnie wejście)
- środa - sobota - 9:00 do 16:00 (o godz. 15.00 - ostatnie wejście)